# Takahiro Kimura
Takahiro Kimura (木村 孝洋 Kimura Takahiro?, nacido el 4 de abril de 1957 en Hiroshima) es un exfutbolista japonés que se desempeñaba como centrocampista y entrenador.

## Clubes

### Como futbolista
| Club  | País  | Año         |
| ----- | ----- | ----------- |
| Mazda | Japón | 1983 - 1988 |

### Como entrenador
| Club                | País  | Año         |
| ------------------- | ----- | ----------- |
| Sanfrecce Hiroshima | Japón | 2001        |
| Sanfrecce Hiroshima | Japón | 2002        |
| TEPCO Mareeze       | Japón | 2005 - 2006 |
| FC Gifu             | Japón | 2011        |
| FC Imabari          | Japón | 2012 - 2015 |